# Isopeda vasta
Isopeda vasta – gatunek pająka z rodziny spachaczowatych (Sparassidae).

## Charakterystyka
Pająki te żyją około 2 lat. Żywią się owadami i innymi zwierzętami. Przeciętna długość ich ciała wynosi 15 cm. Najczęściej barwa ich ciała jest szara lub brązowa.

## Występowanie
Isopeda vasta występuje na wschodnim wybrzeżu Australii w Nowej Zelandii, Azji, na Florydzie i na Hawajach.

## Zagrożenie dla człowieka
Ukąszenie tego pająka nie jest śmiertelne, ale może wywołać wymioty i palpitację serca.